# Meerssen vasútállomás
Meerssen vasútállomás vasútállomás Hollandiában,  Meerssen településen.

## Vasútvonalak
Az állomást az alábbi vasútvonalak érintik:
- Aachen–Maastricht-vasútvonal
- Heuvellandlijn

## Kapcsolódó állomások
A vasútállomáshoz az alábbi állomások vannak a legközelebb:
- Maastricht Noord vasútállomás (délnyugat)
- Houthem-Sint Gerlach vasútállomás (délkelet)
- Vroenhof railway station (délkelet)
- Rothem railway station (délnyugat)